# قراول‌تپه (قزوین)
قراول تپه مربوط به دوران‌های تاریخی پس از اسلام است و در شهرستان آبیک، بخش بشاریات، جاده عبدل‌آباد به هزارجلفا واقع شده و این اثر در تاریخ ۱۹ اسفند ۱۳۸۰ با شمارهٔ ثبت ۴۹۶۱ به‌عنوان یکی از آثار ملی ایران به ثبت رسیده است.